# Serra Orrios

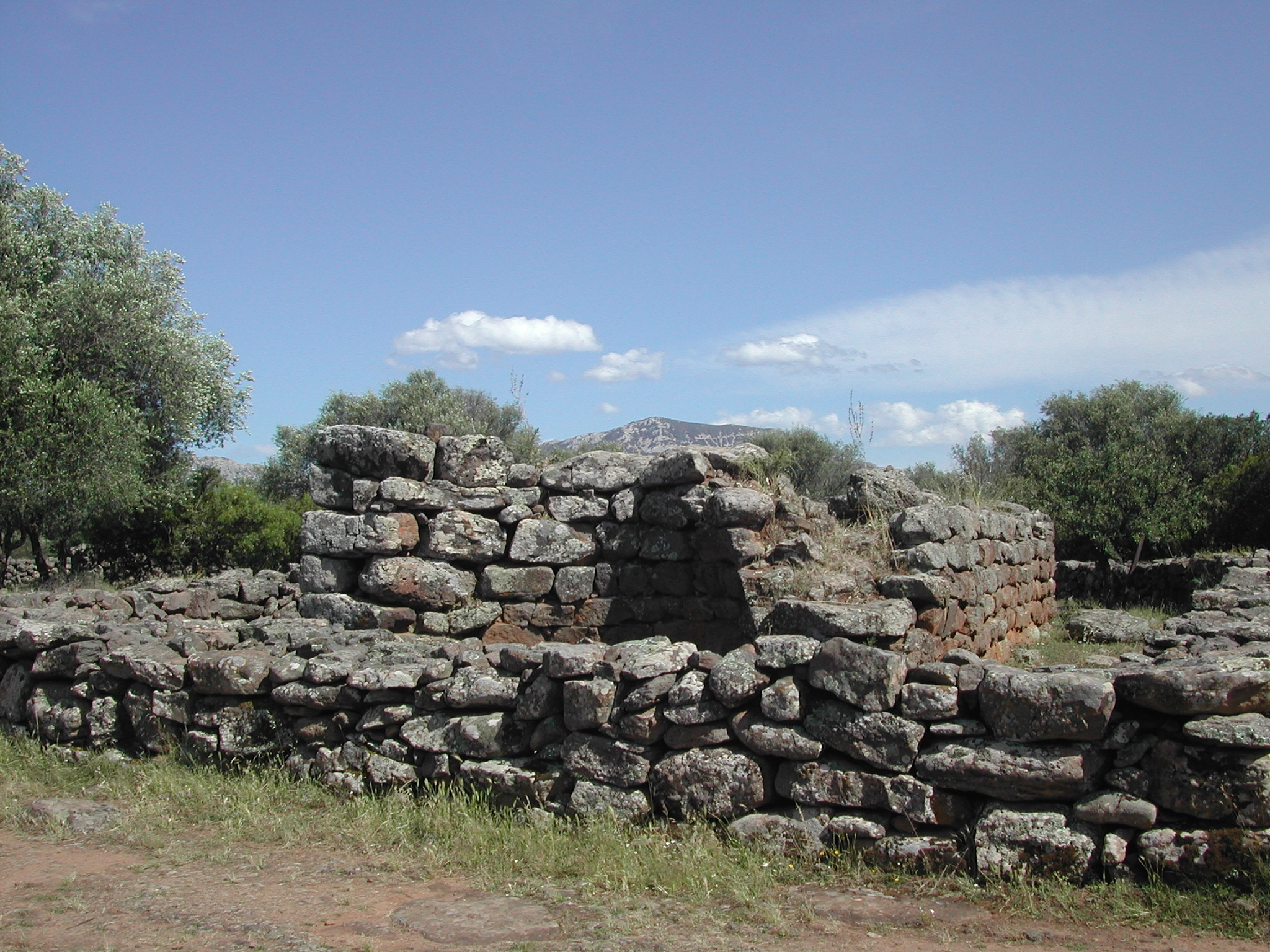
Ruine eines Tempels

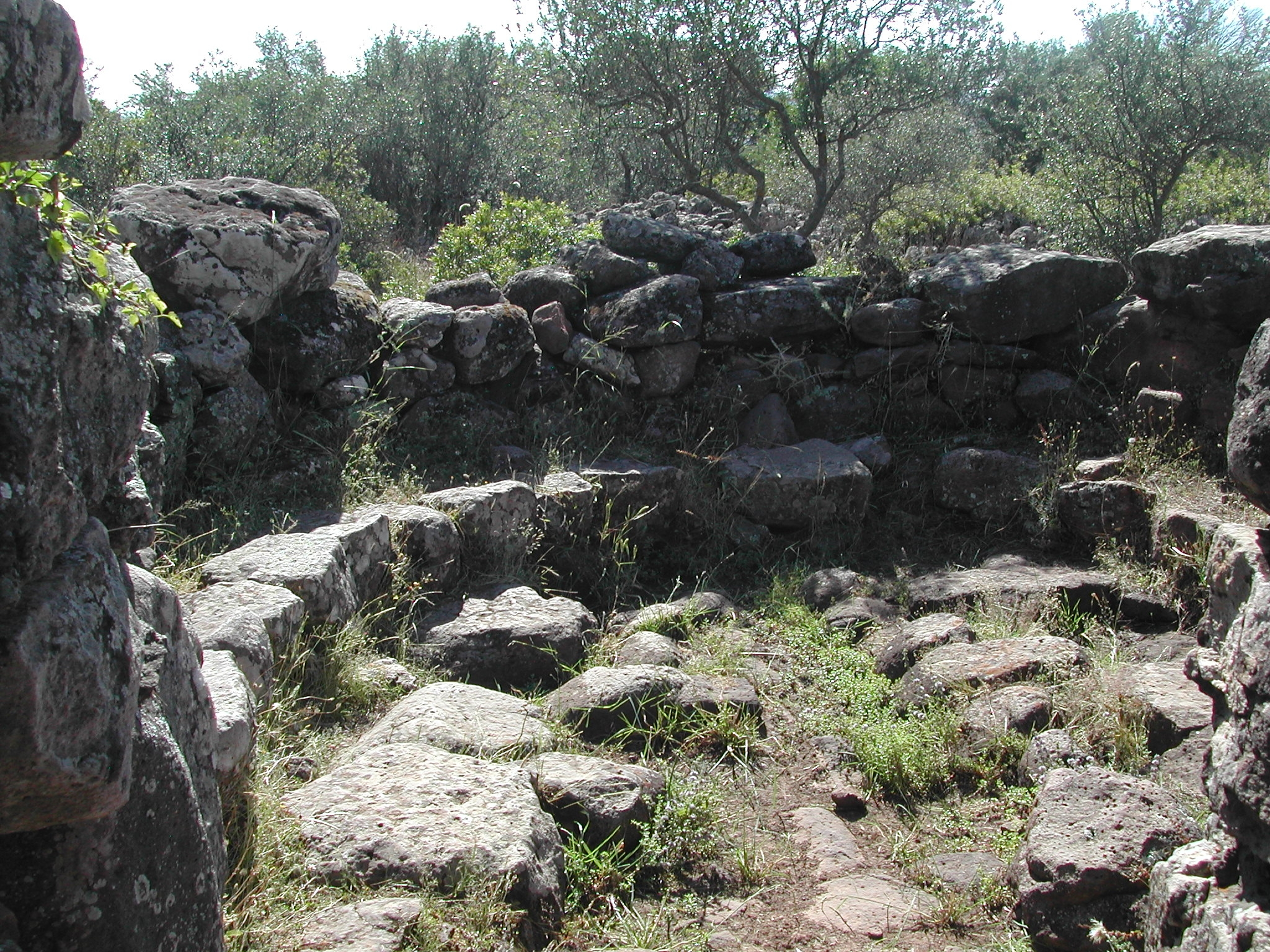
Rundbau mit umlaufendem Bankaltar

Serra Orrios (italienisch Villagio di Serra Orrios), 10 km von Dorgali entfernt, in der Provinz Nuoro auf Sardinien gelegen, ist die größte nuraghenzeitliche Siedlung der Insel. Es handelt sich nicht um einen Komplex der sich, wie bei den Nuraghen Arrubiu, oder Su Nuraxi um einen Großnuraghen gebildet hat. Die Nuraghen Oveni und Noriolo liegen 500 m entfernt. 100 m entfernt von der Siedlung befindet sich ein Gigantengrab. 
Der von einem noch übermannshohen Peribolos umschlossene Bereich, der so genannte Festplatz und zwei Megarontempel sind die herausragenden Relikte. Benachbart gruppieren sich auf der Basalthochfläche die Reste von über 70 steinernen Rundhütten, die meist nur noch als Grundmauern erhalten sind, um kleine Innenhöfe mit Brunnen, Zisternen oder Herden und Feuerstellen. 
Eigentümlich sind die lokalen Megarontempel. Man vermutet, dass das innerhalb des 40 m weiten runden Temenos gelegene Megaron B dem örtlichen Kult diente, während das bei den Rundhütten gelegene, schlechter erhaltene Megaron A, dessen Peribolos weitgehend verschwunden ist, für Wallfahrer aus der Umgebung bestimmt gewesen sein könnte. 
Die Grabungsfunde aus den Jahren 1936–38 befinden sich im Museum von Dorgali. Es handelt sich um Keramik der Bonnanaro-Kultur und ihrer Nachfolger aus dem 16. bis zum 8. Jahrhundert v. Chr. Eine Gussform aus Steatit, Bronzeschmuck und Gebrauchsgegenstände. Darunter befinden sich Öllampen, Vasen, Pintaderen mit geometrischer Dekoration, eine große Anzahl von Schüsseln, Tassen und Töpfen mit oder ohne Griff, Webgewichte und Spinnwirtel. Zum Fruchtbarkeitskult gehört ein kleiner nur 23 cm hoher phallischer Baitylos aus Stein, der 1986 während der Pflegemaßnahmen im Dorf gefunden wurde. 
Zur vollen Stunde finden mehrsprachige Führungen statt. Es wird Eintritt verlangt.
Der Komplex gliedert sich in:
- 1. den Peribolos mit dem Megarontempel B
- 2. den Megarontempel A
- 3. das Zentrum des Hüttenbereichs
- 4. dem Platz der Zisterne
- 5. die abgelegene Hüttenreihe
- 6. die „Capanna delle Riunioni“